# Dãy núi Baikal
Dãy núi Baikal (tiếng Nga: Байкальский хребет) là dãy núi nằm trên bờ tây bắc của hồ Baikal ở miền nam Siberia, Nga. Cao nguyên Siberia ở trung bộ có ranh giới về phía nam của dãy núi Sayan Đông và dãy núi Baikal..
Dãy núi Baikal là nơi bắt nguồn của sông Lena. Những dãy núi xung quanh Hồ Baikal nhiều cây cối rậm rạp với các loài cây alnus incana, populus, betula pubescens, larix sibirica, abies sibirica, pinus sylvestris, picea obovata.
Đỉnh cao nhất là núi Chersky (2.572 m) được đặt tên theo nhà thám hiểm người Ba Lan, Jan Czerski.